# Nhot Ou
Nhot Ou (có khi viết là Yot Ou hoặc Gnot Ou) là một huyện của Lào (muang), thuộc tỉnh Phongsaly. Huyện này có mã hành chính là 2-06.
Đây là huyện cực Bắc của Lào, tiếp giáp với Vân Nam, Trung Quốc ở phía Bắc và phía Tây, với Điện Biên, Việt Nam ở phía Đông và với huyện tỉnh lỵ Phongsaly ở phía Đông Nam, huyện Boun Neua ở phía Nam.
Sông Nam Ou bắt nguồn từ Nhot Ou.